# طالب جلوب
طالب جلوب (من مواليد 1 يوليو 1955) هو مدافع كرة قدم عراقي سابق. شارك في دورة الألعاب العربية عام 1985. ولعب لصالح منتخب العراق مباراة واحدة عام 1985.